# Melanitis liukiuana
Melanitis liukiuana är en fjärilsart som beskrevs av Swinhoe 1915. Melanitis liukiuana ingår i släktet Melanitis och familjen praktfjärilar. Inga underarter finns listade i Catalogue of Life.